# Levity
Levity es una película estadounidense dirigida por Ed Solomon y estrenada en el año 2003.

## Argumento
Manuel Jordan (Billy Bob Thornton) ha cumplido su condena. Mató a un chico en una tienda. Ahora Manuel está fuera. Está cambiado, irreconocible, y se dirige a la ciudad donde cometió el crimen. ¿Qué busca? ¿acaso perdón? Manuel conoce a un enigmático predicador, Miles Evans (Morgan Freeman), que le ofrece un trabajo en su comunidad, en un barrio difícil. Miles le ofrece también una habitación.
Pero mientras que Manuel se enfrenta a sus fantasmas, Miles intenta huir de ellos. Lo mismo hace Sofía (Kirsten Dunst), una joven y guapa mujer camino de su propia destrucción, que de vez en cuando busca la ayuda del expreso para volver a casa desde el night club que está al lado del local de la Comunidad donde él vive. Pero la persona a la que realmente quiere ayudar Manuel es a Adele (Holly Hunter), la hermana de Abner Easley, el chico al que mató.
El hijo de Adele, que también se llama Abner, es un joven rebelde, inmerso en un mundo que Manuel conoce muy bien. Al intentar acercarse a Adele y al joven Abner, quizás está simplemente tratando de perdonarse a sí mismo.